# William Dunlap
William Dunlap (19 février 1766 - 28 septembre 1839) est un pionnier du théâtre américain. Il est producteur, dramaturge et acteur, ainsi qu'historien. Il dirige deux des théâtres les plus anciens et les plus importants de New York, le John Street Theatre (de 1796 à 1798) et le Park Theatre (de 1798 à 1805). Il est aussi un artiste, malgré la perte d'un œil dans l'enfance.

## Biographie

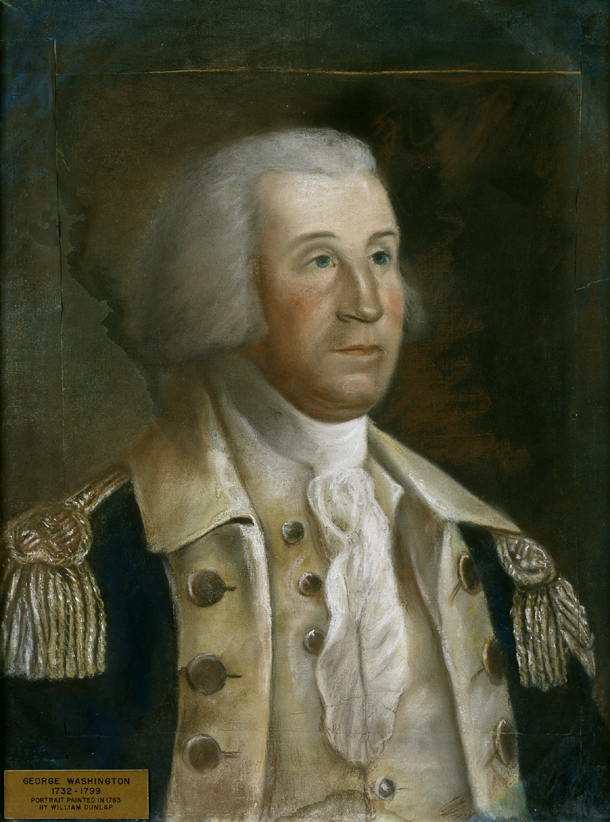
George Washington, peint en 1783 par William Dunlap pendant le séjour de Washington à Rockingham

Il est né à Perth Amboy, New Jersey, fils d'un officier de l'armée blessé à la bataille de Québec en 1759. En 1783, il peint un portrait de George Washington, lors d'un séjour à Rockingham à Rocky Hill. Le tableau appartient maintenant au Sénat des États-Unis. Il étudie ensuite l'art avec Benjamin West à Londres et Abraham Delanoy, avec qui il a quelques leçons à New York. De retour en Amérique en 1787, il travaille exclusivement au théâtre pendant 18 ans, reprenant la peinture par nécessité économique en 1805. En 1817, il est peintre à plein temps.
De son vivant, il produit plus de soixante pièces, dont la plupart sont des adaptations ou des traductions d'œuvres françaises ou allemandes. Quelques-uns sont originaux, basés sur des thèmes américains et ayant des personnages américains. Cependant, il est surtout connu pour son encyclopédie en trois volumes History of the Rise and Progress of the Arts of Design in the United States, publiée en 1834, et qui est aujourd'hui une source inestimable d'informations sur les artistes, les collectionneurs et les artistes. la vie en général à l'époque coloniale et fédérale.
Ses pièces :
- The Father (1789)
- Andre'’ (1798)
- The Stranger (1798)
- The Italian Father (1799)
- False Shame (1799)
- The Virgin of the Sun (1800)
- The Glory of Columbia, Her Yeomanry (1803)
- Memoirs of George Frederick Cooke (1813)
- A Trip to Niagara (1828)

En 1825, Dunlap est l'un des fondateurs de l'Académie américaine des beaux-arts et enseigne dans son école. Il publie son Histoire du théâtre américain en deux volumes en 1832.